# Stati Uniti d'America occidentali
Il West, o Stati Uniti occidentali è la regione censuaria degli Stati Uniti d'America situata nella parte occidentale del Paese. È composta a sua volta di due divisioni censuarie: Regione del Pacifico e Regione delle Montagne.

## Composizione
Secondo lo United States Census Bureau, gli Stati che fanno parte degli Stati Uniti occidentali sono:
- Alaska
- Arizona
- California
- Colorado
- Hawaii
- Idaho
- Montana
- Nevada
- Nuovo Messico
- Oregon
- Utah
- Washington
- Wyoming

Altri Stati, che sono talvolta raggruppati nella regione del West, vengono inseriti ufficialmente in altre regioni censuarie: Kansas, Nebraska, Sud Dakota e Nord Dakota sono inclusi nel Midwest. Arkansas, Louisiana, Oklahoma e Texas sono invece inclusi negli Stati Uniti meridionali. È raro che gli stati ad est del Mississippi siano considerati parte del moderno West. Storicamente, comunque, il Territorio del nord-ovest era considerato parte del west e in diversi sport la suddivisione occidentale comprende squadre che non rappresentano città degli Stati Uniti occidentali. Nella Western Conference dell'NBA, ad esempio, è presente una squadra del Tennessee.

## Geografia
Gli Stati del West occupano regioni geografiche molto diverse fra loro come la costa pacifica, le foreste temperate del Nord-ovest, le Montagne Rocciose, le Grandi Pianure, la parte occidentale dell'Altopiano d'Ozark, la porzione occidentale delle foreste meridionali e tutte le aree desertiche degli Stati Uniti (Mojave, Sonora, Gran Bacino e Chihuahua). Da non dimenticare, inoltre, che risultano inclusi nella regione anche i peculiari ambienti dell'Alaska e delle Hawaii.